# Hostilianus
Hostilianus (tiếng Latinh: Gaius Valens Hostilianus Messius Quintus Augustus; khoảng 230 – 251) là Hoàng đế La Mã vào năm 251. Hostilianus được sinh ra tại Sirmium (nay là Sremska Mitrovica, Serbia) ở Illyricum vào khoảng năm 230 hoặc hơn nữa, là con trai của hoàng đế tương lai Decius với vợ là Herennia Cupressenia Etruscilla. Cậu còn là em trai của Hoàng đế Herennius Etruscus.
Sau khi cha kế thừa ngôi vị, Hostilianus nhận được sự đối đãi như một vị hoàng tử nhưng luôn ở vị trí thứ yếu dưới cái bóng của người anh Herennius, vốn được hưởng đặc ân của người con trưởng và sẽ kế vị trong tương lai. Vào đầu năm 251, Decius tấn phong Herennius làm đồng hoàng đế và Hostilianus nối giữ danh hiệu Princeps Iuventutis (tiểu hoàng tử). Decius và Herennius sau đó liền phát động chiến dịch thảo phạt vua Cniva của người Goth để trừng trị vị chúa rợ vì tội dám xâm phạm tuyến biên giới sông Danube. Hostilianus vẫn ở lại Roma do thiếu kinh nghiệm quân sự nên hoàng hậu Herennia phải đóng vai trò nhiếp chính.
Tuy nhiên chiến dịch này bị các sử gia coi là một thảm bại trong lịch sử quân sự Đế quốc La Mã, do cả hai cha con Hoàng đế Herennius và Decius đều chết trong trận Abrittus và trở thành hai vị hoàng đế đầu tiên bị quân ngoại tộc giết chết trong trận chiến. Quân đội La Mã trú đóng ở sông Donau liền tôn Trebonianus Gallus làm hoàng đế mới, nhưng Roma vẫn công nhận ngôi vị hợp pháp của Hostilianus. Do Trebonianus là một vị tướng có uy tín nên phần lớn đều lo ngại sẽ nổ ra một cuộc nội chiến khác để tranh giành quyền kế vị, mặc dù thực tế rằng ông đã tôn trọng ý muốn của Roma và quyết định nhận Hostilianus làm con nuôi. Nhưng đến cuối năm 251, nạn dịch hạch Cyprian đã bùng phát trong Đế quốc, gây tử vong trên quy mô lớn và vị hoàng đế trẻ tuổi Hostilianus yểu mệnh cũng tử vong trong đại dịch này. Cậu là vị hoàng đế đầu tiên trong 40 năm chết vì nguyên nhân tự nhiên và một trong số 13 người khác. Cái chết của Hostilianus đã mở đường cho sự cai trị của Hoàng đế Trebonianus và đứa con hoang của ông là Volusianus.